# 陳立中
陳立中（?—?），江西丰城人，明朝政治人物。进士出身。
隆庆六年，擔任廣東廣州府永安縣知縣（現紫金縣知縣）。后由李相接任。